# L'Homme qui marche I
- L’Homme qui marche I (El hombre que camina I) es el nombre de alguna de las esculturas de bronce que conforman las ediciones numeradas más cuatro pruebas artísticas creadas por el escultor suizo Alberto Giacometti en 1961.[1] El 3 de febrero de 1983, la segunda edición de la serie se convirtió en una de las obras de arte subastadas más caras de la historia.[2][3][4]

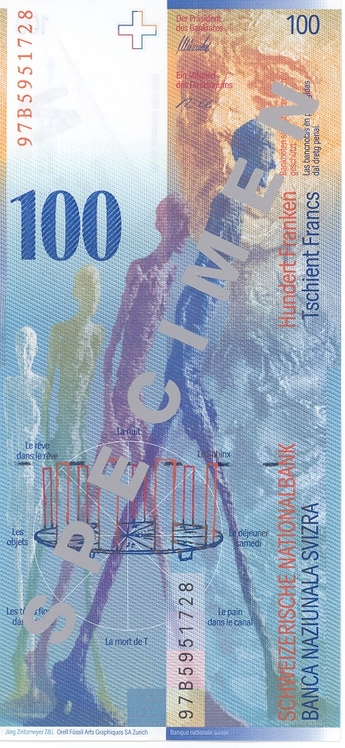
L'Homme qui marche I mostrado en la versión de 1988 de 100 Francos Suizos

La escultura surrealista de bronce 1.83 metros muestra un hombre solitario caminando con sus brazos colgando a los lados. Dicha obra de arte es descrita como “una imagen humilde de un hombre ordinario, o como un potente símbolo de humanidad ". Se dice que Giacometti visionó el “equilibrio natural de la caminata” como un símbolo de la “propia fuerza vital del hombre”.
En 1960, se le solicitó a Giacometti formar parte de un proyecto público para el edificio del banco Chase Manhattan en Nueva York en el que se mostraban figuras de bronce en las afueras del mismo. Él creó varias esculturas, incluida entre ellas, L'Homme qui marche I. Giacometti tuvo diferencias con el proyecto, y eventualmente abandonó la comisión. Sin embargo, en 1961 fundió la pieza en metal, y la exhibió la Bienal de Venecia un año después. L'Homme Qui Marche I fue creada en el clímax del periodo de madurez de Giacometti, y representa el pináculo de su experimentación con la forma humana. El trabajo es considerado uno de los más importantes del artista y una de los íconos del arte moderno.
La edición número uno de la escultura se encuentra localizada en el Museo Carnegie de Arte en Pitsburg, Pensilvania. La edición número dos pertenece a una colección privada. Otras fundiciones de L'Homme qui marche I pertenecen a la Fundación Maeght en Saint-Paul (Alpes Marítimos) y la Galería Albright-Knox en Búfalo.

## Subasta
El 3 de febrero de 2010, la edición número dos de la escultura entró en subasta en la casa Sotheby's en Londres. La pieza fue vendida por el banco alemán Commerzbank, que a su vez la había obtenido cuando adquirió el Dresdner Bank, en 2009. La venta de la escultura marcó la primera vez en 20 años que una figura de tamaño natural del hombre que camina de Giacometti llegó a subasta. Se había estimado un rango de precio de venta entre 12 y 18 millones de libras esterlinas (£), pero en sólo 8 minutos, la escultura fue comprada por un postor anónimo vía telefónica por 58 millones de libras. Incluida la comisión por parte de la casa de subastas, el precio alcanzó las 65 millones de libras ( 103.78 millones de dólares). ).
La escultura rompió el récord para un trabajo de Giacometti en subasta, que había sido establecido en 27.5 millones de dólares por  Grande Femme Debout en 2008, y por la escultura más cara vendida en subasta pública, superando a la escultura mesopotámica de 5000 años de antigüedad León de Guennol, vendida en 2007 por 57.2 millones de dólares. Si se considera el precio en libras esterlinas y si se ignora la inflación, entonces la escultura de bronce también ostenta el récord de cualquier obra de arte subastada, que ostentaba desde 2004 la obra de Pablo Picasso Garçon à la pipe (Niño con pipa) que costó 104.2 millones de dólares (entonces, 58.2 millones de libras). La obra de arte más cara vendida en subasta pública sigue siendo El doctor Paul Gachet de Van Gogh, cuyo precio fue de 82.5 millones de dólares en 1990 (135 millones de dólares de 2009 ajustados por la inflación), mientras que la obra de Jackson Pollock No. 5, 1948, vendida privadamente en 140 millones de dólares en 2006 (aproximadamente 150 millones de dólares de 2009), se mantiene como la obra de arte más cara vendida.